# Kanon Suzuki
Kanon Suzuki (鈴木 香音 Suzuki Kanon?, nascută 5 august 1998, Prefectura Aichi) este o fostă artistă japoneză. 

## Trupe din care ea a făcut parte
- Morning Musume (2011–2016)
- Hello! Project Mobekimasu (2011)

## Discografie
- "Maji Desu ka Ska!" (6 aprilie 2011  (2011-04-06))
- "Only You" (15 iunie 2011  (2011-06-15))
- "Kono Chikyū no Heiwa o Honki de Negatterun Da yo! / Kare to Issho ni Omise ga Shitai!" (21 septembrie 2011  (2011-09-21))
- "Pyoco Pyoco Ultra" (25 ianuarie 2012  (2012-01-25))
- "Ren'ai Hunter" (11 aprilie 2012  (2012-04-11))
- "One Two Three / The Matenrō Show" (4 iulie 2012  (2012-07-04))
- "Wakuteka Take a Chance" (10 octombrie 2012  (2012-10-10))
- "Help Me!!" (23 ianuarie 2013  (2013-01-23))
- "Brainstorming / Kimi Sae Ireba Nani mo Iranai" (17 aprilie 2013  (2013-04-17))
- "Wagamama Ki no Mama Ai no Joke / Ai no Gundan" (28 august 2013  (2013-08-28))
- "Egao no Kimi wa Taiyō sa / Kimi no Kawari wa Iyashinai / What is Love?"  (29 ianuarie 2014  (2014-01-29))
- "Toki o Koe Sora o Koe / Password is 0" (16 aprilie 2014  (2014-04-16))
- "Tiki Bun / Shabadaba Dū / Mikaeri Bijin" (15 octombrie 2014  (2014-10-15))
- "Seishun Kozo ga Naiteiru / Yūgure wa Ameagari / Ima Koko Kara" (15 aprilie 2015  (2015-04-15))
- "Oh My Wish! / Sukatto My Heart / Ima Sugu Tobikomu Yūki" (19 august 2015  (2015-08-19))
- "Tsumetai Kaze to Kataomoi / Endless Sky / One and Only" (29 decembrie 2015  (2015-12-29))
- "Utakata Saturday Night / The Vision / Tokyo to Iu Katasumi" (11 mai 2016)
- "Busu ni Naranai Tetsugaku" ブスにならない哲学 (16 noiembrie 2011)

## Filmografie

### Drame TV
- Sūgaku Joshi Gakuen (11 ianuarie 2012  (2012-01-11) — 28 martie 2012  (2012-03-28))

### Emisiuni TV
- Bijo Gaku (美女学?) (美女学?) (2011)
- Hello Pro! Time (ハロプロ!TIME?)Time (ハロプロ!TIME?) (September 2011 — 2012)